# 星島一太
星島 一太（ほしじま いった、【本名 ほしじま かずた】、男性、 1974年3月27日 - ）は、岡山県岡山市出身のプロボクサー、精神保健福祉士。

## 精神保健福祉士としての活動
精神保健福祉士として精神科のクリニックに勤務した後、独立開業。
家族社会学 を専攻としている。主にアルコール依存症、薬物依存症、ギャンブル依存症、買物依存症、恋愛依存症、リストカット、摂食障害、ひきこもり、家族問題等のアディクション問題において、テレビや雑誌等で多くのコメントを残している。早稲田大学名誉教授で社会学者の加藤諦三と共同で、日本初の試みとなる「パチンコ・パチスロ依存症予防・治療プログラム」を開発。女子ボクシング元日本フライ級初代チャンピオン、八島有美と共に、精神医療にボクシングをとりいれた「ボクシング療法」を展開。

## ハンドボール時代
岡山大学教育学部附属中学校、岡山県立岡山朝日高等学校時代はハンドボール岡山県選抜として活躍。
50メートルを5秒台で走りぬく俊足と、1メートルを超えるジャンプ力で、次々と得点を重ねた。
その後、東京学芸大学に進学。関東リーグで活躍。全国教育系大学選手権では2度の優勝を経験した。
全国クラブチーム選手権では得点王を獲得。その後ドイツに渡りプロリーグに挑戦するが、夢叶わず帰国。

## ボクサーとしての活動
その後、ボクシングに転向し、25歳でアマチュアデビュー。7連勝（5KO）を記録した。しかし2連敗の後、引退。
31歳でカムバック。
初戦は島袋涼（ヨシヒロ）を相手に、2度のダウンを奪い、1R2分39秒、KOにて初戦を飾る。
第2戦の斉藤真也（新日本木村）戦では、持ち味の小気味いいフットワークを駆使し、出入りの激しいボクシングを展開。終止圧倒し、3-0の判定勝ち。
通算戦績2戦2勝（1KO）（石川ジム所属）
2008年、現役引退。